# جين إف. باري
جين إف. باري (بالإنجليزية: Jane F. Barry)‏ هي كاتِبة أمريكية، ولدت في 15 سبتمبر 1966 في بوسطن في الولايات المتحدة.